# …In Translation
"...In Translation" er det syttende afsnit af tv-serien Lost. Episoden blev instrueret af Tucker Gates og skrevet af Javier Grillo-Marxuach & Leonard Dick. Det blev første gang udsendt 23. februar 2005, og karakteren Jin-Soo Kwon vises i afsnittets flashbacks.